# 高山無心菜
高山無心菜（学名：Arenaria takasagomontana）为石竹科無心菜屬下的一个种。